# Offa (miasto)
Offa – miasto w południowo-wschodniej Nigerii (Kwara).
Liczba mieszkańców w 2008 roku wynosiła ok. 145 tys.
W mieście rozwinięty jest przemysł włókienniczy i tkacki. Do barwienia tkanin miejscowi tkacze  wykorzystują rośliny indygowca. 
Miasto posiada połączenie kolejowe m.in. z Lagos.